# 讷沙托
讷沙托（法語：Neufchâteau，發音：[nøʃato] ⓘ 或 [nœfʃato] ⓘ），法国东北部城市，大东部大区孚日省的一个市镇，同时也是该省的一个副省会，下辖讷沙托区，其市镇面积为23.8平方公里，2022年1月1日时人口数量为6,813人，是该省人口第七多的市镇，在法国市镇中排名第1,593位。
2025年1月1日，市镇罗兰维尔并入讷沙托，成为了讷沙托的委派市镇。
讷沙托位于孚日省西部，默兹河畔，是一个区域性的中心城市，法国铁路干线屈尔蒙-沙兰德雷－图勒铁路由此通过。

## 地名来源
“讷沙托”一名来源于其拉丁语形式，意为“新城堡”，于1094年由洛林的蒂埃里二世修建。
法国大革命时期，因“讷沙托”一名带有封建色彩，被共和派更名为“穆宗-默兹”（Mouzon-Meuse）。

## 历史

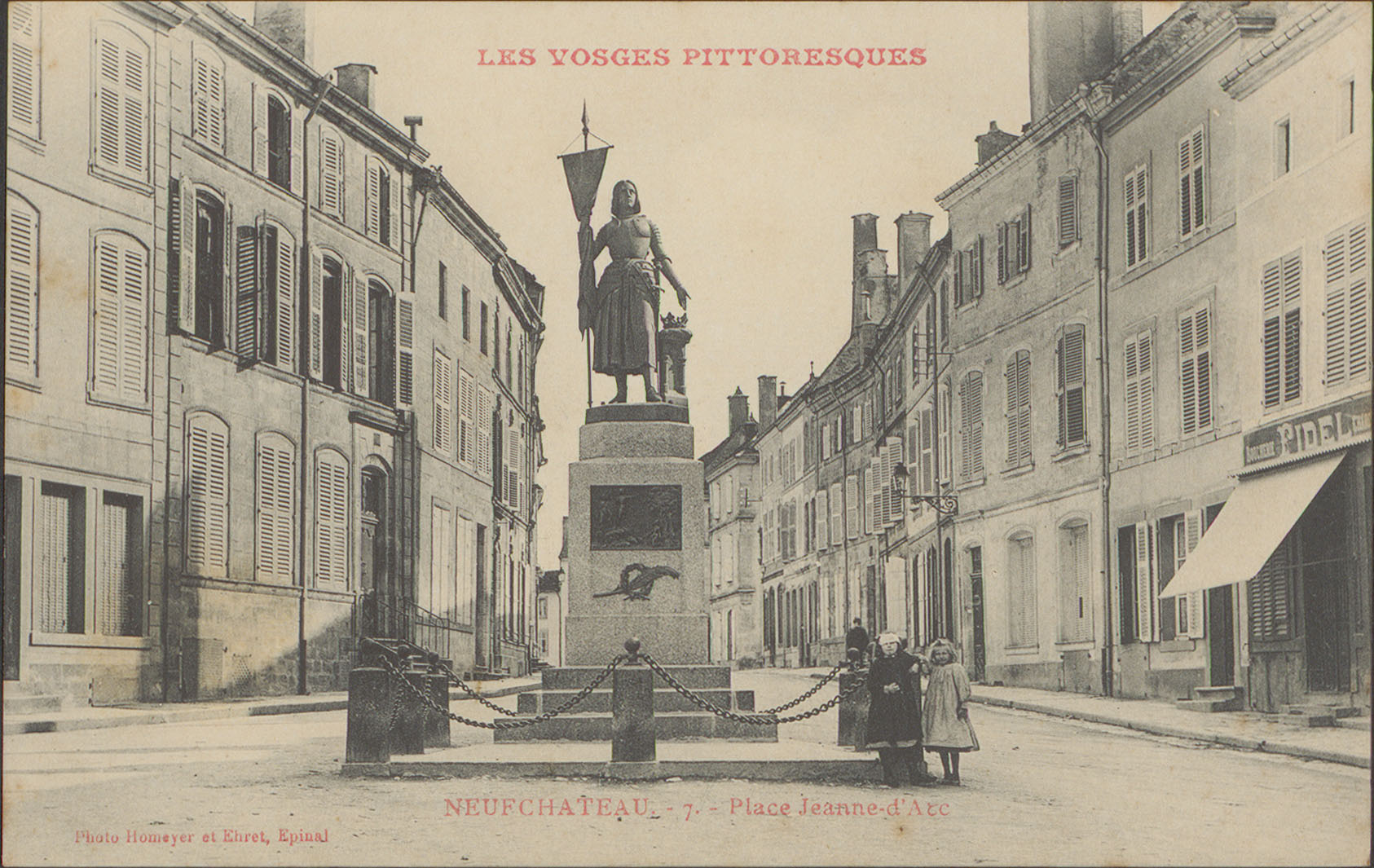
19世纪末的贞德广场

讷沙托最初为朗格勒－梅斯罗马大道上的一个驿站。中世纪时长期为一处普通的村落，1094年，洛林的蒂埃里二世在此修建了一处城堡，“新城堡”一名由此出现。12世纪，洛林文学家于格·梅泰吕（Hugues Metellus）曾在其作品中将讷沙托描述为“广阔而人口稠密、拥有雄伟城堡的城市”。中世纪末，讷沙托四周出现多处居民区，洛林和勃艮第军队曾在此附近发生交战。1766年，讷沙托和其它洛林城市一同成为法兰西王国的皇室领土。工业革命期间，讷沙托成为一个铁路枢纽。二战时期讷沙托被纳粹德军占领，后者在此俘虏并屠杀了超过一百名士兵。1965年，市镇农库尔和鲁瑟并入讷沙托。20世纪90年代，讷沙托多次发生洪涝灾害。

## 地理

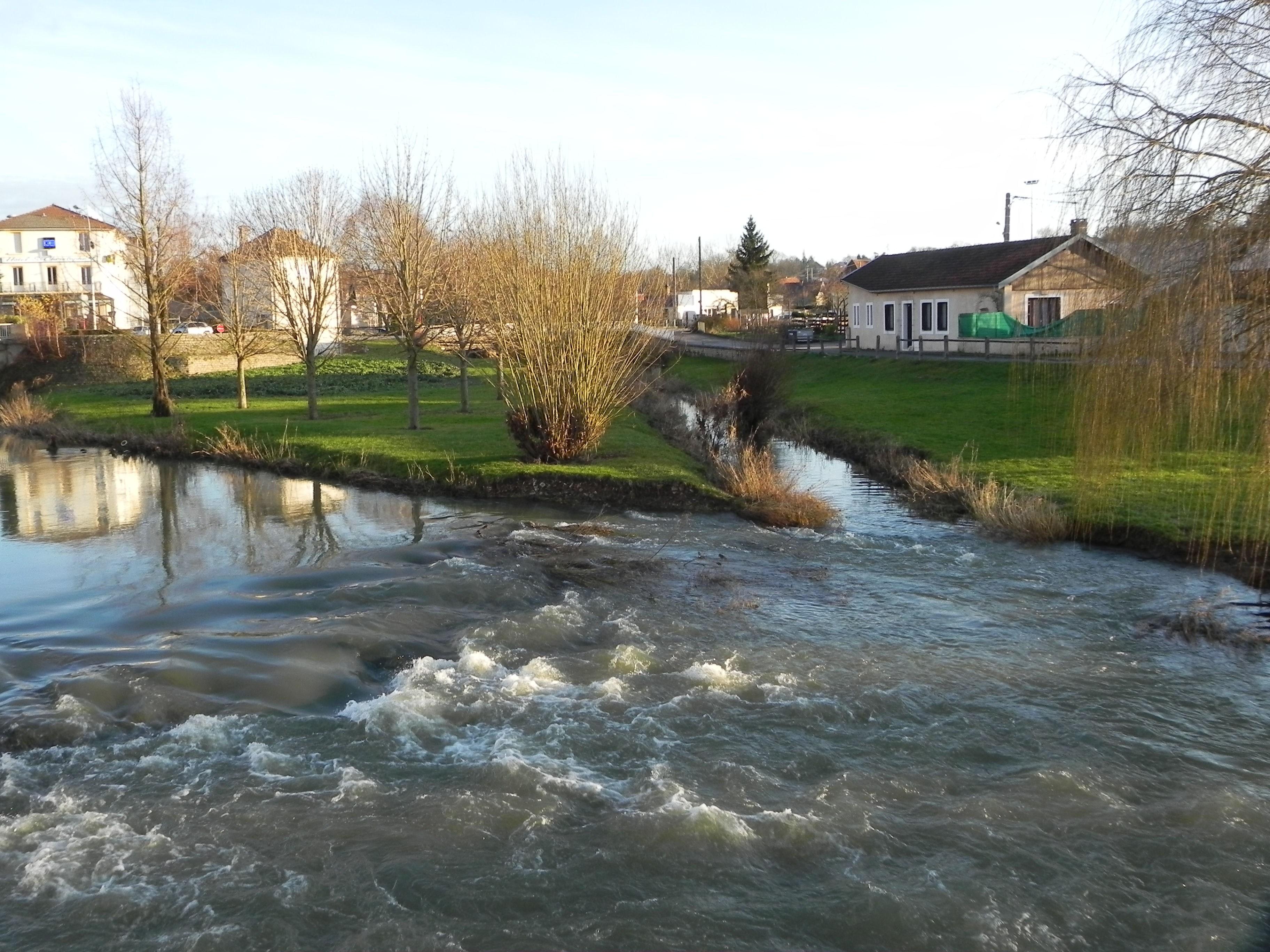
默兹河讷沙托段

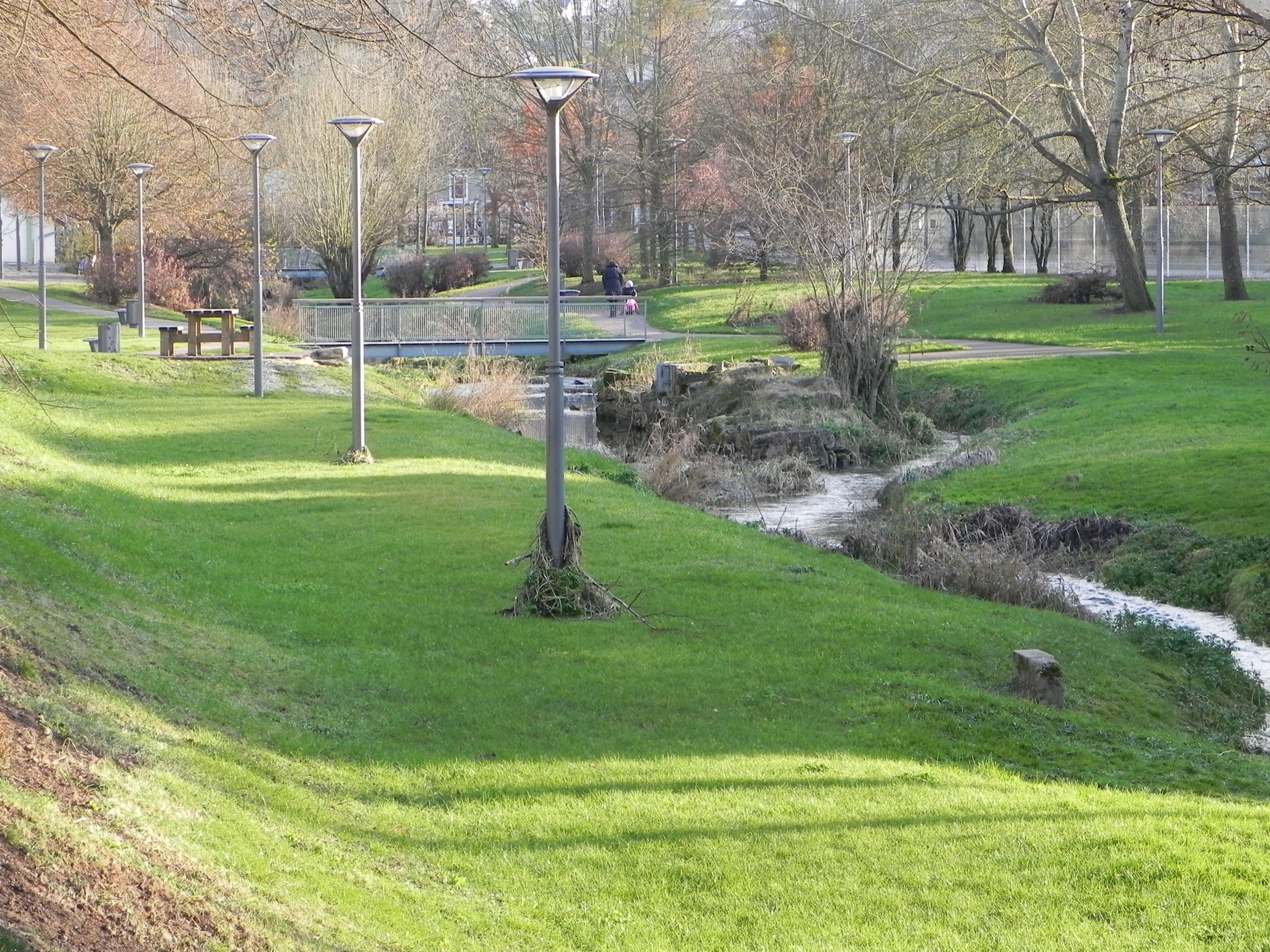
讷沙托的城市绿地

讷沙托位于法国东北部，大东部大区中南部和孚日省西部，距离省会埃皮纳勒大约72公里。与讷沙托接壤的市镇包括：库塞、勒伯维尔、武克塞、塞尔蒂约、默兹河畔巴祖瓦耶、弗雷维尔、巴维尔、穆宗河畔锡尔库尔、蒙莱讷沙托、苏洛斯苏圣埃洛夫、鲁夫尔拉谢蒂沃、弗勒贝库尔。

### 地形
讷沙托位于洛林高原南侧，境内以浅丘和丘陵为主，市区地势较为平坦，全境海拔在274到373米之间。

### 水文
穆宗河与默兹河在此交汇，沿河有大片湿地。
因河流自然因素影响（默兹河讷沙托段的上游较宽且多支流，而下游则相对较窄且曲折），讷沙托历史上多次出现因默兹河倒灌而引发的城市内涝，为此，当地政府出台了洪涝灾害预警系统，以减少洪水对当地造成的经济损失。

### 植被
讷沙托属于温带落叶林区，市区四周有多处林地，东侧有市政公墓。

### 气候
讷沙托在柯本气候分类法中属于温带海洋性气候，但因其距离海岸线相对较远，故又呈现出一定的大陆性特征。
讷沙托境内设有气象站，以下为该气象站的数据（其中日照数据取自南锡市区）：
| 讷沙托1981年－2019年 | 讷沙托1981年－2019年 | 讷沙托1981年－2019年 | 讷沙托1981年－2019年 | 讷沙托1981年－2019年 | 讷沙托1981年－2019年 | 讷沙托1981年－2019年 | 讷沙托1981年－2019年 | 讷沙托1981年－2019年 | 讷沙托1981年－2019年 | 讷沙托1981年－2019年 | 讷沙托1981年－2019年 | 讷沙托1981年－2019年 | 讷沙托1981年－2019年 |
| 月份                 | 1月                  | 2月                  | 3月                  | 4月                  | 5月                  | 6月                  | 7月                  | 8月                  | 9月                  | 10月                 | 11月                 | 12月                 | 全年                 |
| -------------------- | -------------------- | -------------------- | -------------------- | -------------------- | -------------------- | -------------------- | -------------------- | -------------------- | -------------------- | -------------------- | -------------------- | -------------------- | -------------------- |
| 历史最高温 °C（°F）  | 14.8 (58.6)          | 20 (68)              | 25.7 (78.3)          | 29.8 (85.6)          | 33.8 (92.8)          | 36.7 (98.1)          | 38 (100)             | 40.4 (104.7)         | 32.8 (91.0)          | 27.6 (81.7)          | 22 (72)              | 17.4 (63.3)          | 40.4 (104.7)         |
| 平均高温 °C（°F）    | 4.8 (40.6)           | 6.8 (44.2)           | 11.3 (52.3)          | 15.3 (59.5)          | 19.8 (67.6)          | 23.1 (73.6)          | 25.6 (78.1)          | 25.2 (77.4)          | 20.7 (69.3)          | 15.6 (60.1)          | 9.1 (48.4)           | 5.4 (41.7)           | 15.2 (59.4)          |
| 日均气温 °C（°F）    | 1.6 (34.9)           | 2.6 (36.7)           | 6 (43)               | 9 (48)               | 13.4 (56.1)          | 16.6 (61.9)          | 18.8 (65.8)          | 18.3 (64.9)          | 14.6 (58.3)          | 10.7 (51.3)          | 5.6 (42.1)           | 2.5 (36.5)           | 10 (50)              |
| 平均低温 °C（°F）    | −1.7 (28.9)          | −1.7 (28.9)          | 0.8 (33.4)           | 2.8 (37.0)           | 7 (45)               | 10 (50)              | 12 (54)              | 11.4 (52.5)          | 8.6 (47.5)           | 5.7 (42.3)           | 2 (36)               | −0.4 (31.3)          | 4.7 (40.5)           |
| 历史最低温 °C（°F）  | −26 (−15)            | −20 (−4)             | −18.7 (−1.7)         | −7.5 (18.5)          | −4.5 (23.9)          | −0.5 (31.1)          | 3 (37)               | 1.5 (34.7)           | −2.5 (27.5)          | −8 (18)              | −13.4 (7.9)          | −19.6 (−3.3)         | −26 (−15)            |
| 平均降水量 mm（）    | 97.2 (3.83)          | 81 (3.2)             | 80.1 (3.15)          | 66.7 (2.63)          | 82 (3.2)             | 72 (2.8)             | 73.1 (2.88)          | 77.5 (3.05)          | 74.8 (2.94)          | 95 (3.7)             | 92.5 (3.64)          | 109.9 (4.33)         | 1,001.8 (39.44)      |
| 月均日照時數         | 55.9                 | 79.7                 | 129.1                | 173.9                | 199.1                | 220.9                | 229.1                | 213.7                | 162.8                | 104.8                | 51.7                 | 44.3                 | 1,665                |
| 来源：infoclimat.fr  |                      |                      |                      |                      |                      |                      |                      |                      |                      |                      |                      |                      |                      |

## 行政区划
讷沙托是法国大东部大区孚日省的一个市镇，编号为88321，它也是孚日省的一个副省会。讷沙托下辖讷沙托区，管理讷沙托县，同时也是孚日西市镇公共社区的办公驻地。
法国国家统计与经济研究所（简称）在进行数据统计时，将讷沙托单独设为讷沙托城市核心区，并将包括核心区在内的周边共23个市镇划为讷沙托城市区。同时，还将讷沙托市镇分为了3个“块区”（IRIS），以便于统计人口分布情况。

## 交通

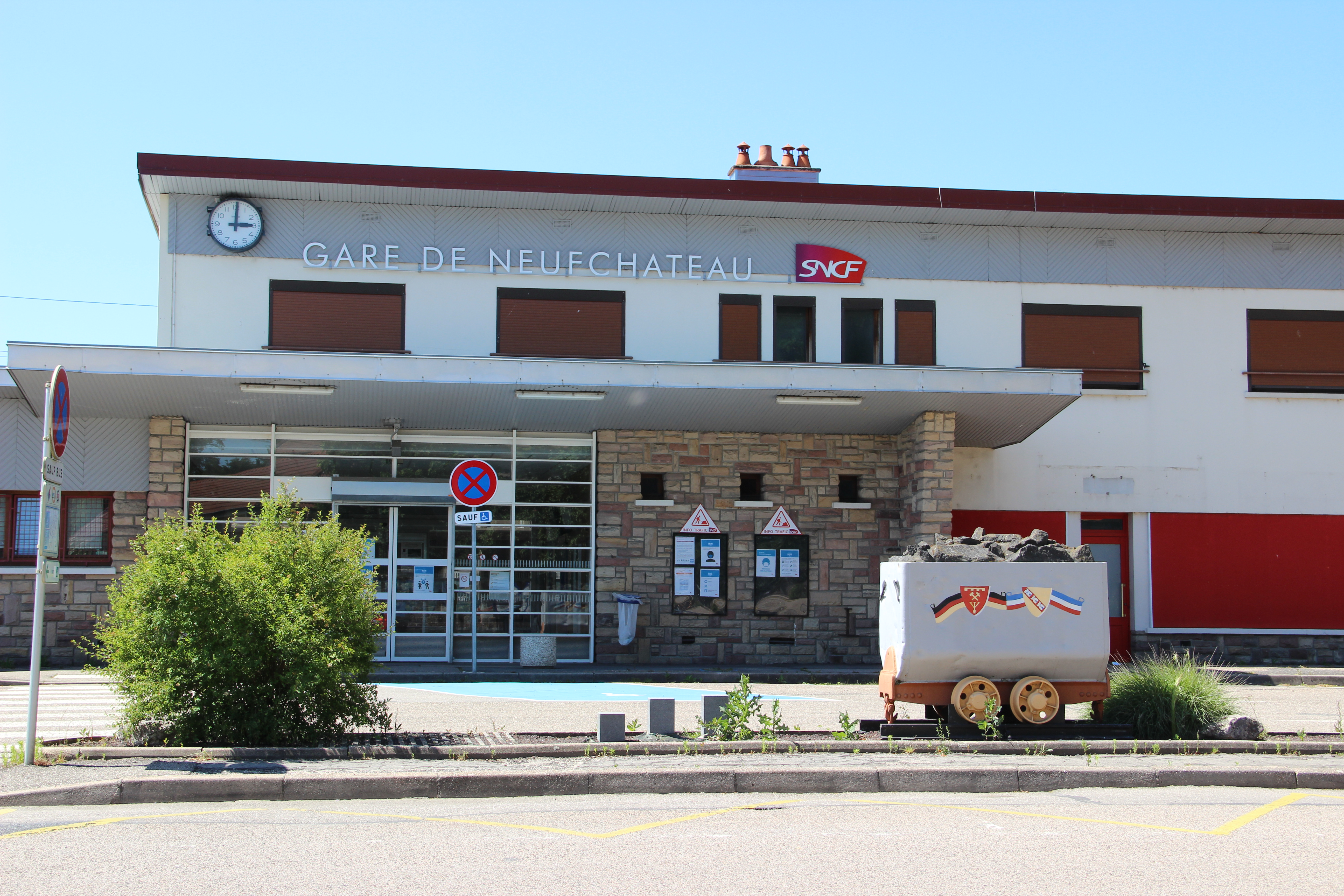
讷沙托火车站

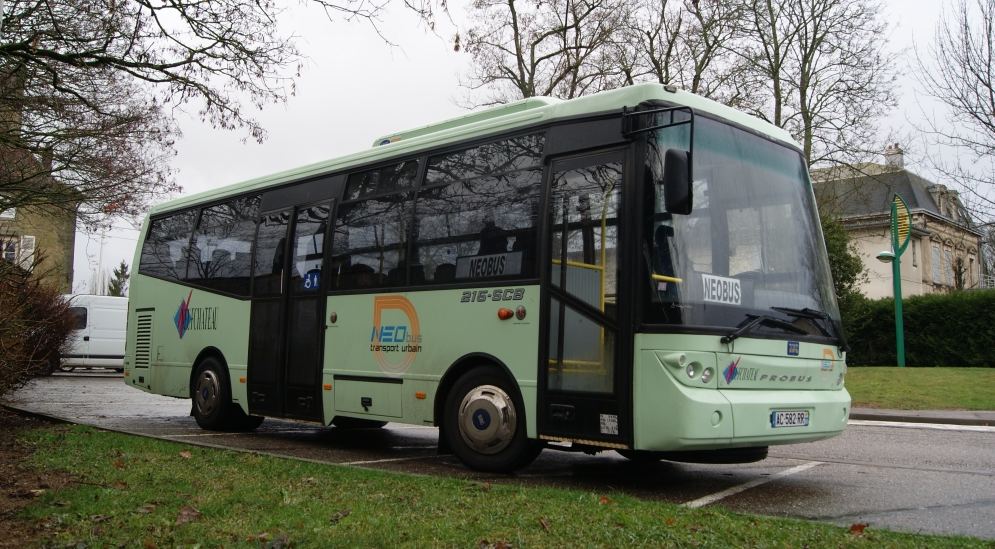
讷沙托公交

### 公路
孚日省省道D1线、D74线、D164线、D166线、D674线等在讷沙托境内交汇，其中D166线可连接A31高速公路，此外有城际巴士线路可前往南锡、图勒、肖蒙、米尔库尔以及埃皮纳勒。
2016年，67.1%的讷沙托家庭拥有至少一辆的私人汽车。同年，讷沙托境内共发生各类交通事故4起，造成1人遇难，3人受伤。

### 铁路
讷沙托位于屈尔蒙-沙兰德雷－图勒铁路上，该铁路是法国东部重要的南北向干线铁路，此外还有一条支线铁路从讷沙托向东延伸，仅开行货运列车。讷沙托站位于市区中部，停靠往返于南锡和第戎一线的区域列车。

### 航空
距离讷沙托最近的民用航空站为梅斯-南锡-洛林机场，距离讷沙托市中心的公路里程约102公里。

### 城市公共交通
讷沙托城市公共交通（Transports de Neufchâteau，商业名称为）是当地的城市公共交通系统，由市镇公共社区政府提供，包括一条摆渡车线路，每天开行4班，线路覆盖了市区内的主要街道。

## 政治

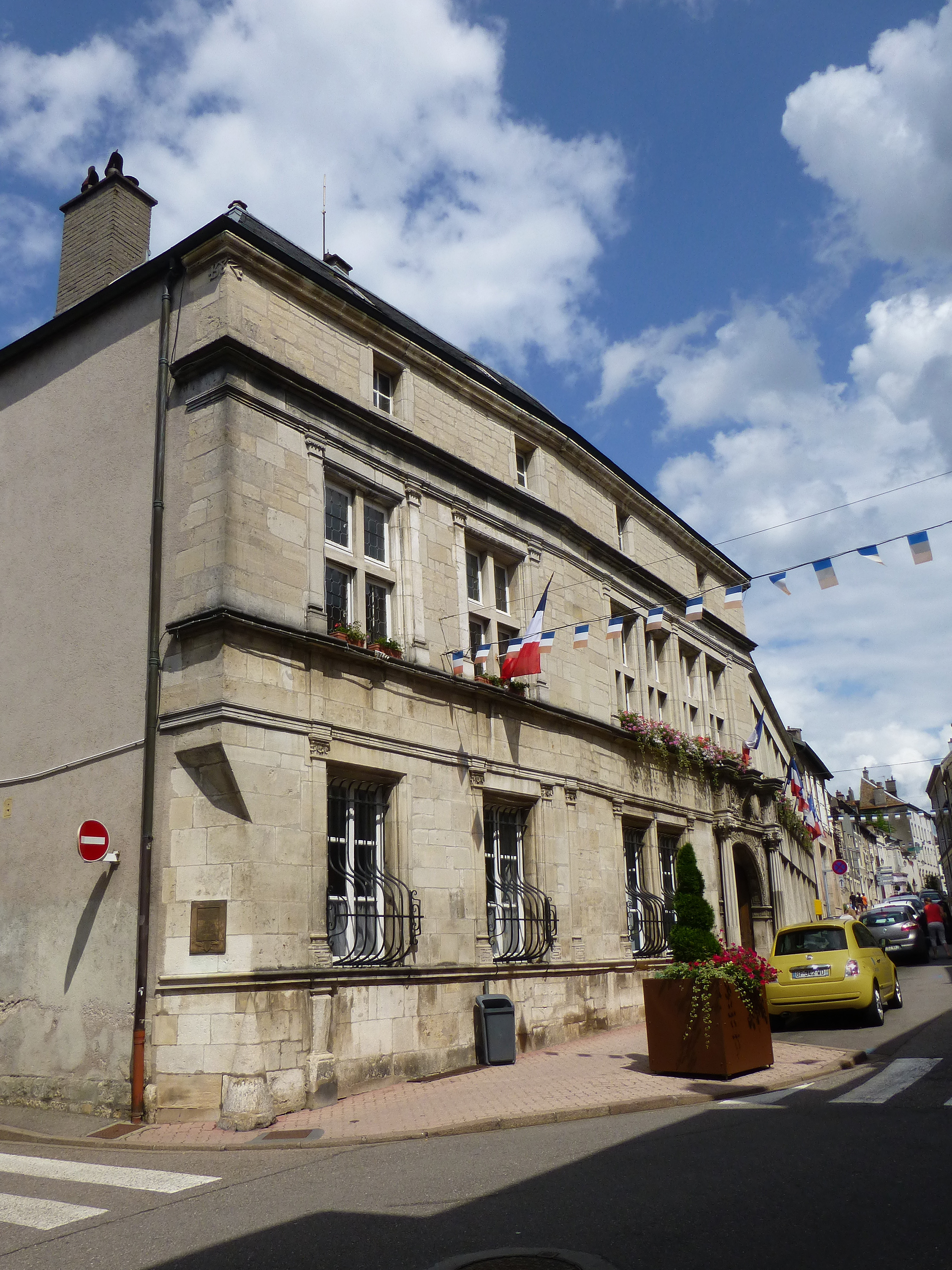
讷沙托市政厅

讷沙托的现任市长为西蒙·勒克莱尔先生（Simon Leclerc），他是共和党的一名成员，在2020年的市政选举中获得了70.4%的支持率。
在2017年的法国总统大选中，法国第25任总统埃马纽埃尔·马克龙在讷沙托获得了57.54%的支持率。
| 讷沙托历届市长 |                     |                           |
| 任期           | 市长                | 党派                      |
| 1945年－1958年 | 保罗-路易·克莱蒙    | RAD激进党                 |
| 1958年－1963年 | 加布里埃尔·博登赖德 | DVD右翼无党派人士         |
| 1963年－1977年 | 阿尔贝·瓦尔坎       | RI独立激进党              |
| 1977年－1983年 | 弗朗索瓦·博尔蒙     | PS社会党                  |
| 1983年－1989年 | 罗歇·洛朗           | RPR保衛共和聯盟           |
| 1989年－2008年 | 雅克·德拉皮耶       | PS社会党                  |
| 2008年－       | 西蒙·勒克莱尔       | UMP人民运动联盟 →LR共和黨 |

## 人口
2017年，讷沙托市镇人口数量为6,664，在法国排名第1,593位。其中男性3,025人，女性3,614人，75岁及以上人口占12.0%，外籍人口数量为377人，人口密度为280人/平方公里，当地居民被称为（男性）或（女性）。2018年，讷沙托境内出生47人，死亡人口100人。
| 年份   | 1936  | 1946  | 1954  | 1962  | 1968  | 1975  | 1982  | 1990  | 1999  | 2006  | 2007  | 2012  | 2017  |
| ------ | ----- | ----- | ----- | ----- | ----- | ----- | ----- | ----- | ----- | ----- | ----- | ----- | ----- |
| 人口數 | 4,083 | 4,116 | 4,350 | 4,527 | 7,971 | 8,741 | 8,343 | 7,803 | 7,533 | 7,123 | 7,056 | 6,633 | 6,664 |

## 经济

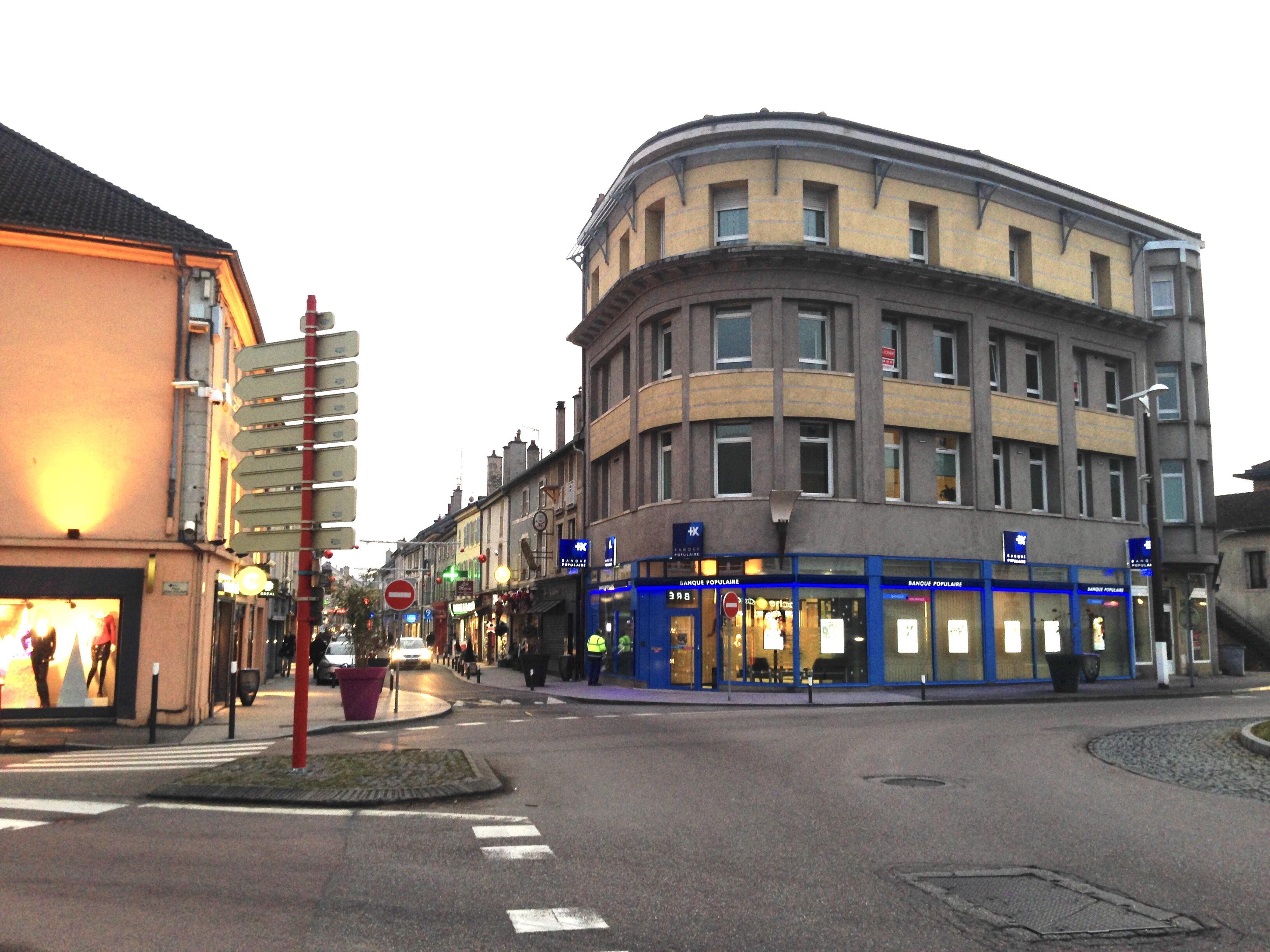
瓦尔坎广场附近的银行及商铺

讷沙托是一个区域性的中心城市，当地共有各类用人单位1,148家，平均历史为18年，行政、医疗及社会服务是当地的主要就业岗位类型。

## 财政收入
2018年，讷沙托的财政收入总额为7,356,740欧元，财政支出总额为6,459,170欧元，当年的债务总额为4,666,700欧元。
2014年，讷沙托的人均收入总额为2,453欧元，其中高职人员为3,843欧元，普通职员为1,727欧元。
2016年，讷沙托境内的青壮年（15至64岁）失业率为18.5%，当地33.3%的家庭拥有纳税资格。

## 社会事务

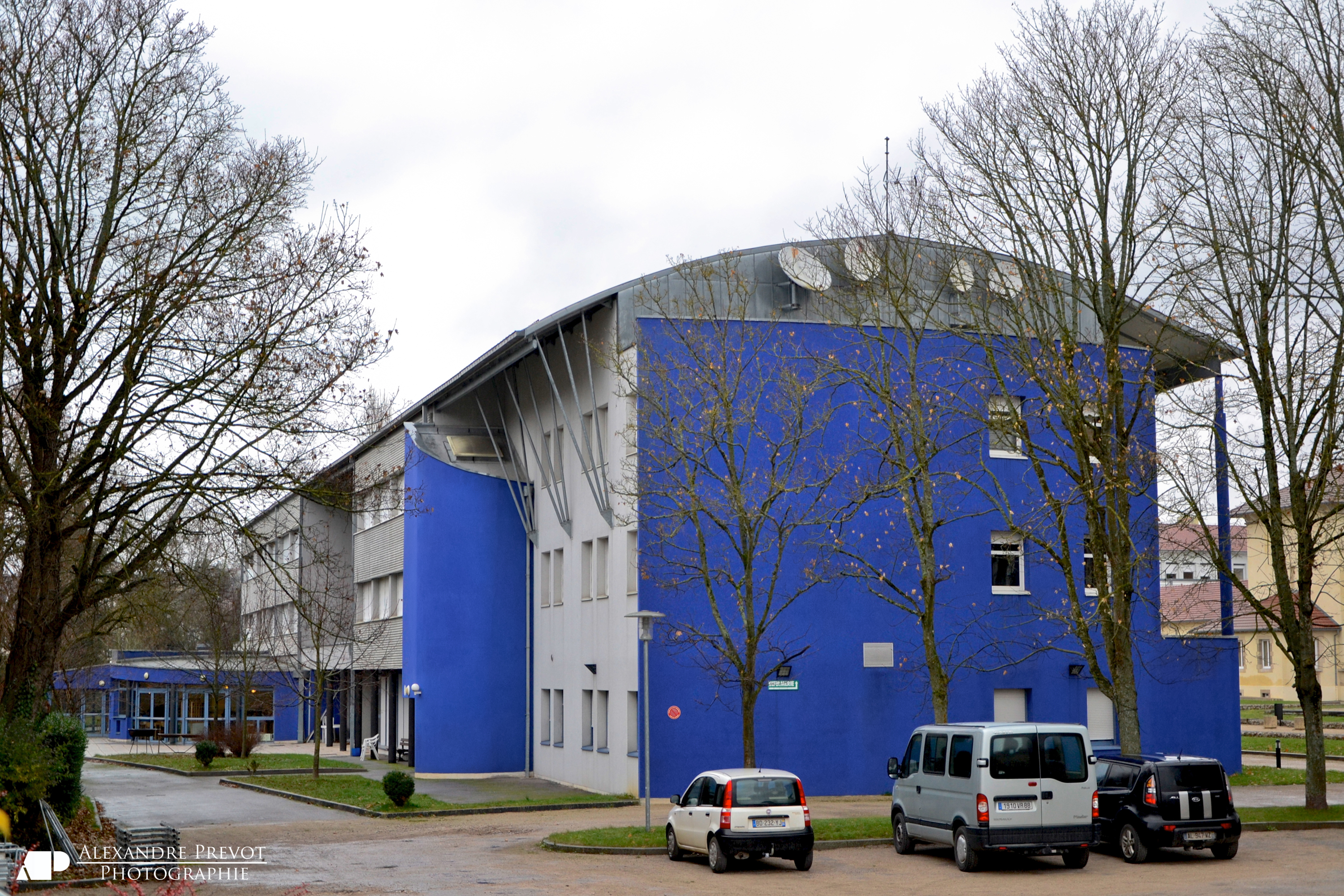
玛丽·居里教育园

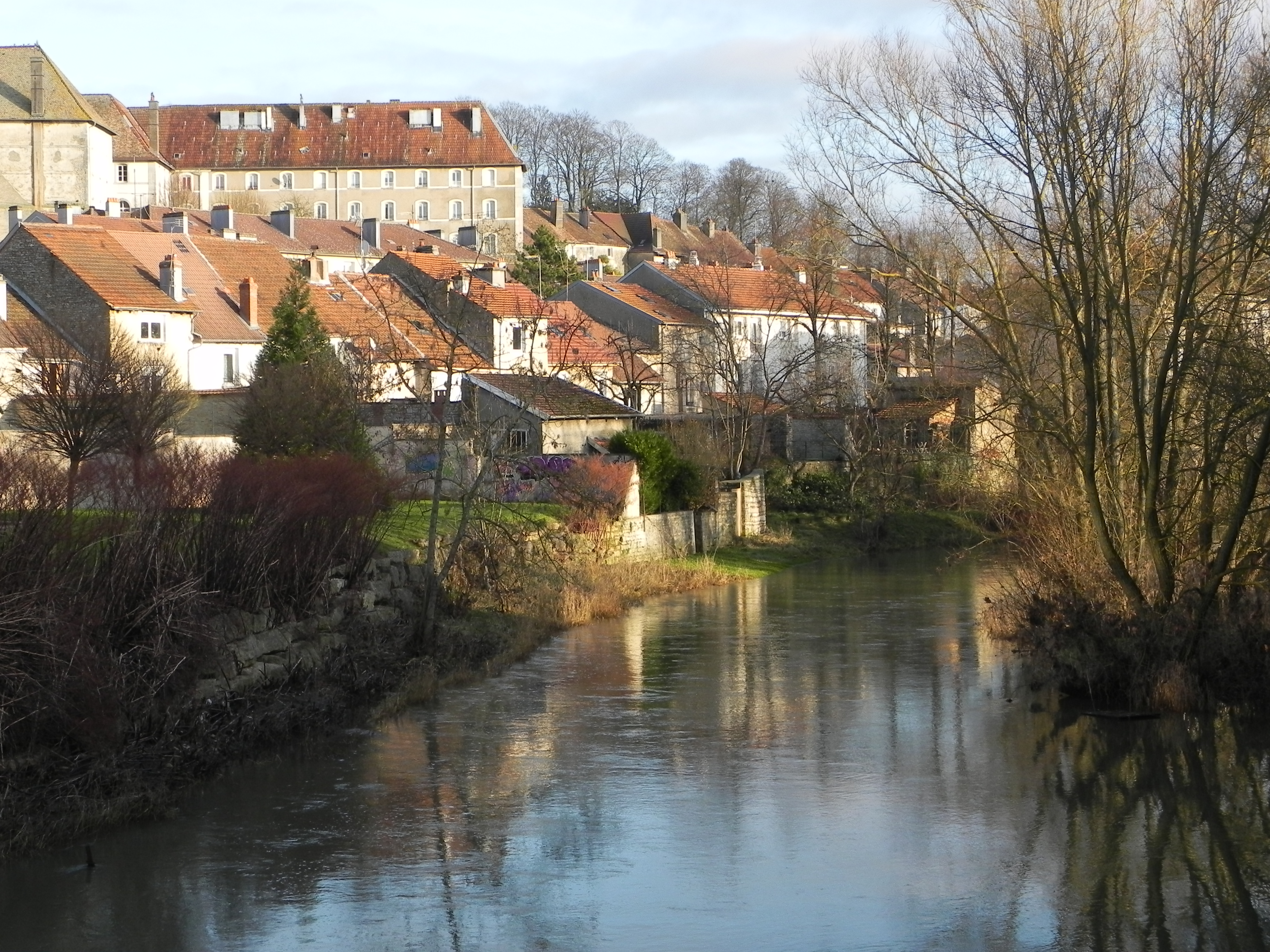
默兹河畔的建筑

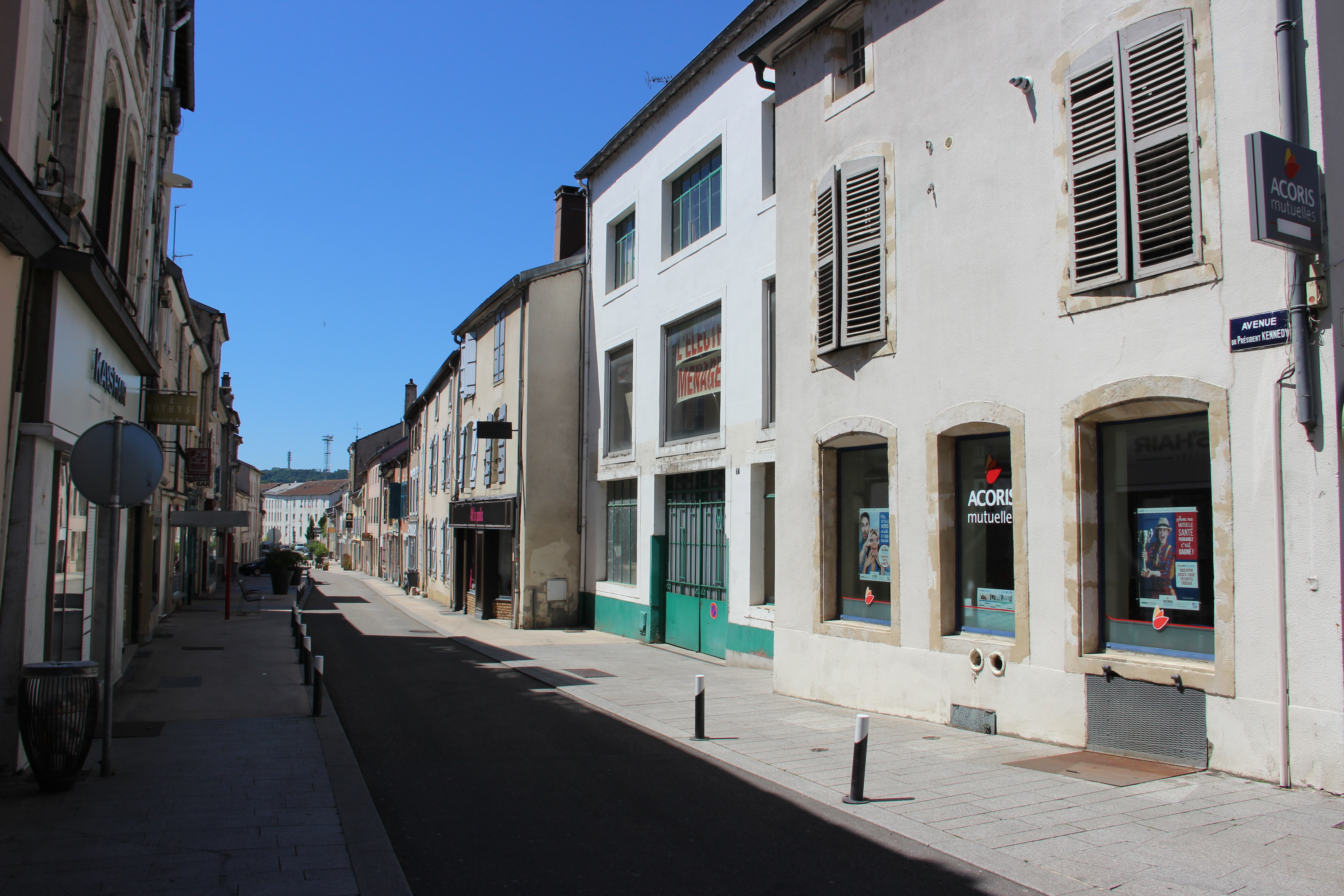
肯尼迪总统大街

### 教育
讷沙托属于南锡-梅斯学区。截止2018年1月1日，讷沙托境内共有2所幼儿园、4所小学、2所初级中学、1所普通高中和1所职业高中。2018至2019学年度，讷沙托境内共有在校中小学生1,445名。

### 医疗
截止2018年1月1日，讷沙托境内共有全科医生8名、保健师7名、牙医11名、护士12名、眼科医生2名、皮肤科医生1名、助产士1名和妇科医生2名。境内共有药房4家、养老院2家、残疾人帮扶中心2家。
讷沙托中心医院，全名为“孚日西中心医院”（Centre Hospitalier de l'Ouest Vosgien），其主病区位于讷沙托市区北部，设有床位251个，是当地规模最大的公立综合性医院。

### 住房
2016年，讷沙托境内共有各类住房3,937套，其中84.4%为常住房屋。集中式居民区主要分布在市区南部。

### 商业
2017年，讷沙托境内共有各类商铺500家，其中餐饮服务类235家。市区北部建有大型开放式商业街区。

### 体育
2018年，讷沙托境内共有2家游泳池、2间健身房、1座综合体育场、6处网球场、1处足球或橄榄球场以及3处篮球或排球场。
讷沙托-利福勒足球俱乐部是当地的一支足球队，成立于2007年，2020至2021赛季参加孚日省省级足球联赛。

### 环境
讷沙托的环境事务由其所属的公共社区负责。2017年，讷沙托境内共有1家污染企业。

### 治安
讷沙托境内有一处宪兵队。
2014年，讷沙托及附近地区共发生各类案件2,807起，其中盗窃类案件1,706起，经济类案件217起，毒品交易类案件258起。

## 文化

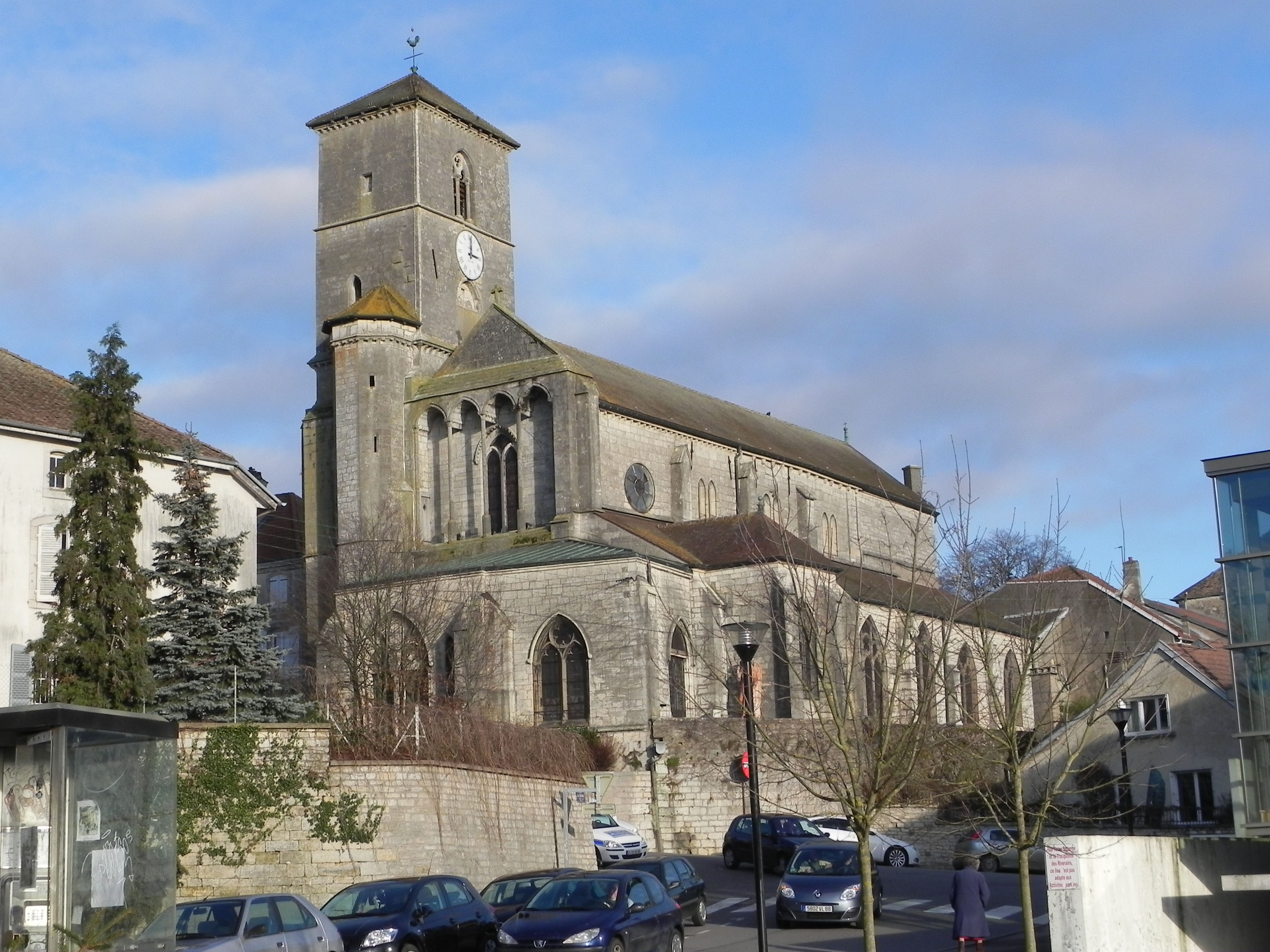
讷沙托圣克里斯托夫教堂

2018年，讷沙托境内共有1个电影院。讷沙托市政府提供多媒体中心，向公众全年开放。

### 建筑
讷沙托境内有多处法国国家文物保护单位，其中圣尼古拉教堂、圣克里斯托夫教堂等为当地的代表性建筑物。

### 旅游
讷沙托的旅游事务由其所属的公共社区负责。2020年，讷沙托境内共有3个宾馆共计54间房间，另有1个露营地，可容纳共37辆露营车。

### 媒体
法国主要的媒体均可在讷沙托接收，法国电视三台下属的大东部大区频道在部分时段播出讷沙托所属区域的地方新闻。

## 相关人物
法国历史学家、法兰西学院成员路易·马德兰和前默尔特-摩泽尔省委员会主席米歇尔·迪内出生于讷沙托。

## 友好城市
截至2020年8月，讷沙托共与三座城市互为友好城市关系。
- 德国 哈姆黑林根区（德语：Hamm-Herringen）
- 葡萄牙 科爾武河畔米蘭達
- 波蘭 希米蓋爾